# Smicridea varia
Smicridea varia är en nattsländeart som först beskrevs av Banks 1913.  Smicridea varia ingår i släktet Smicridea och familjen ryssjenattsländor. Inga underarter finns listade i Catalogue of Life.